# نور لت گو (ترانه جونگ‌کوک)
«نور لت گو» (انگلیسی: Never Let Go) ترانه‌ای از خواننده اهل کره جنوبی، جونگ‌کوک از بی‌تی‌اس است که به عنوان تک‌آهنگ در ۷ ژوئن ۲۰۲۴ منتشر شد. این ترانه که در ۳ ژوئن معرفی شد، به عنوان یک «ادای احترام قلبی» به طرفدارانش توصیف شد و بخشی از رویداد یازدهمین سالگرد بی‌تی‌اس به نام «بی‌تی‌اس فستا ۲۰۲۴» است.